# Aphis virburniphila
Aphis virburniphila är en insektsart. Aphis virburniphila ingår i släktet Aphis och familjen långrörsbladlöss. Inga underarter finns listade i Catalogue of Life.